# 大石参月
大石 参月（おおいし みつき、1988年3月22日 - ）は、日本の女性ファッションモデル、女優。エイベックス・マネジメント所属。静岡県浜松市中央区出身。

## 略歴
2004年、母親の薦めでファッション雑誌『Seventeen』（集英社）の「ミスセブンティーン」に応募し、グランプリを受賞。2009年4月号の卒業まで、専属モデルとして活動した。
2009年6月号より、『ViVi』（講談社）のレギュラーモデルとして活動。ほか『MORE』『MAQUIA』（集英社）や『AneCan』（小学館）のレギュラーモデルを務める。
2013年12月、地元静岡県浜松市の「浜松市やらまいか大使」に任命される。
2015年1月23日、10年の交際期間を経て一般人男性との結婚を発表。同年4月9日にハワイで行われた挙式では、藤井リナや宮城舞も出席したという。

## 人物
- 上京する前は、実家の店（ダートトラック競技の老舗「タイヤショップスプリント」を経営）を手伝っていた。
- 弟が1人いる[7]。
- ピアスホールは長らく右耳に1個、左耳に2個開けていたが[8]、2018年に軟骨にピアスを開けた。

## 出演

### テレビ

#### バラエティ
- Channel a（テレビ神奈川、2007年9月 - 12月） - MC
- レコ☆HITS!（日本テレビ系、2009年7月 - 2010年3月）
- イクゼ、バンド天国!!（BS-TBS、2016年11月 - 2017年3月） - MC [9]
- イブアイしずおか（静岡放送） - 月曜日MC[10]
- カイモノラボ（TBS、2019年5月 - 2025年3月） - MC[11]

#### ドラマ
- 猟奇的な彼女（TBS、2008年） - 林田若葉 役

### PV
- WaT「Hava Rava」（2006年）
- SHINICHI OSAWA「OUR SONG」
- 嵐「アオゾラペダル」（2006年）
- SOFFet「Love Story」（2007年）
- ザ・ルーズドッグス 「ONE DAY」
- FACT「a fact of life」
- Juliet「ユキラブ」（2010年12月15日）

### CM
- mu-mo（2006年12月1日 - ）スポット出演
- サマンサタバサ × ViVi（2010年11月 - ）TV-CF出演
- オリエント時計 iO(イオ) イメージモデル （2010年 - ）
- Sweetie Moon（ウェディングドレス）イメージモデル（2010年 - ）
- mod's hair 【アクアクリア】CMモデル（2011年）

### イベント
- Girls Award 2010年 - [12]
- TOKYO GIRLS COLLECTION 2010年 - [13]
- 神戸コレクション 2010年 -
- 関西コレクション2014年 - [14]
- 札幌コレクション2014年 -
- 福岡アジアコレクション2012年 -
- 日本女子博覧会-JAPAN GIRLS EXPO 2015春-[15]
- 静岡コレクション2015年

### モバイル
- 恋する血液型（2008年）ケータイ連続ドラマ

### 映画
- GIRLS LOVE（2009年、ナツオ）
- 天使の恋（2009年、田沼真樹）

### カタログ
- 振袖カタログモデルコレクション|振袖の「★TAKAZEN」でレンタル振袖 : PRINCESS★FURISODE（2011年）

## 書籍

### 写真集
- Mitsuki（2008年7月25日、集英社、編集：SEVENTEEN編集部）ISBN 978-4087805017
- 大石参月スタイルブック『MITSUKISS』（2015年7月17日、宝島社）ISBN 978-4800242303[16]

### 雑誌連載
- Seventeen（2004年 - 2009年、集英社）専属モデル
- ViVi（2009年6月号 - 2015年7月号、講談社）専属モデル
- MAQUIA（2013年1月号 - 、集英社）
- MORE（2014年2月号 - 、集英社）
- AneCan（2015年9月号 - 2016年12月号、小学館）専属モデル[17]